# Praia do Tomé
A Praia do Ingá
Praia do Tomé, ou também conhecida como Praia do Ingá, é uma bela praia pertencente e localizada na cidade de Araruama, atual estado do Rio de Janeiro, Brasil; esta Praia tem extensão de 2,5 km, com águas pouco profundas, areias brancas e com búzios, sendo também excelente para esportes náuticos; seu acesso é feito pela Estrada de Praia Seca.
- Localização: Distrito de Praia Seca, Araruama; há 21 km do Centro.